# In My Eyes (canção)
"In My Eyes" (em português:  Nos Meus Olhos) é o ségundo single do álbum In My Eyes, lançado por Stevie B em 1989. A música se tornou um grande sucesso do cantor, entrando no Top 40 da Billboard Hot 100, na posição #37, e até hoje é uma das canções mais conhecidas do cantor, e uma das canções sempre presente em seus shows.
Em 2001 a canção foi lançada em formato CD apenas na Alemanha, e inclui uma nova versão da canção número um de Stevie B "Because I Love You (The Postman Song)".

## Faixas
E.U.A. 12" Single
| N.º | Título                                   | Duração |  |
| 1.  | "In My Eyes" (Radio Mix)                 | 5:09    |  |
| 2.  | "In My Eyes" (In My House)               | 6:02    |  |
| 3.  | "In My Eyes" (Bonus Spooge)              | 3:34    |  |
| 4.  | "In My Eyes" (Dancing Eyes)              | 5:12    |  |
| 5.  | "In My Eyes" (Destiny vs. Curiosity Dub) | 9:48    |  |

CD single - Alemanha
| N.º | Título                   | Duração |  |
| 1.  | "In My Eyes" (Radio Cut) | 3:35    |  |
| 2.  | "In My Eyes" (Original)  | 5:15    |  |
| 3.  | "Because I Love You"     | 4:20    |  |

## Posições nas paradas musicais

### Melhores posições
| Parada musical (1989)                               | Melhor posição |
| --------------------------------------------------- | -------------- |
| Canadá - Canada RPM Top 100 Singles                 | 58             |
| Canadá - Canada RPM Dance/Urban                     | 4              |
| Estados Unidos - Billboard Hot 100                  | 37             |
| Estados Unidos - Hot Dance Music/Club Play          | 21             |
| Estados Unidos - Hot Dance Music/Maxi-Singles Sales | 11             |

### Posições anuais
| Parada de fim de ano (1989)                     | Melhor posição |
| ----------------------------------------------- | -------------- |
| Canadá - Canada RPM Top 25 Dance Singles of '89 | 25             |

## Covers
- Em 1995, Cidinho e Doca lançaram sua versão em português com o nome de "Amor Perdido", no álbum Eu Só Quero É Ser Feliz.
- Em 2008, Cuba Club lançou sua versão com o nome de "In My Eyes (If There's Love in His Eyes)", no álbum Suavamente.